# Chúa Cha

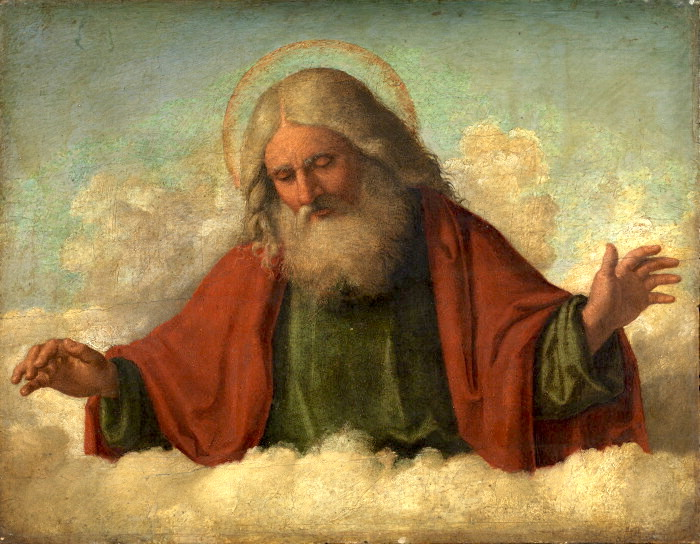
Đức Chúa Cha, tranh vẽ của Cima da Conegliano khoảng năm 1515.

Trong nhiều tôn giáo, Đấng tối cao được dành cho danh hiệu và những thuộc tính của Cha. Trong nhiều hình thức của đa thần giáo, thần linh tối thượng được nhìn nhận là "cha của các thần linh và của con người". Trong Do Thái giáo, Yaweh được gọi là Cha bởi vì Yaweh là Đấng tạo hóa, đấng ban luật pháp và là đấng bảo vệ. Trong Cơ Đốc giáo, Thiên Chúa được gọi là Cha cũng vì các lý do tương tự, nhưng đặc biệt là vì mối quan hệ Cha-Con huyền nhiệm được mặc khải bởi Chúa Giê-su Ki-tô. Nhìn chung, danh hiệu Cha được áp dụng cho một thần linh nhằm biểu thị vị thần này là nguồn gốc của các tạo vật, là đấng có thẩm quyền tối thượng và là đấng che chở.

## Tôn giáo đa thần

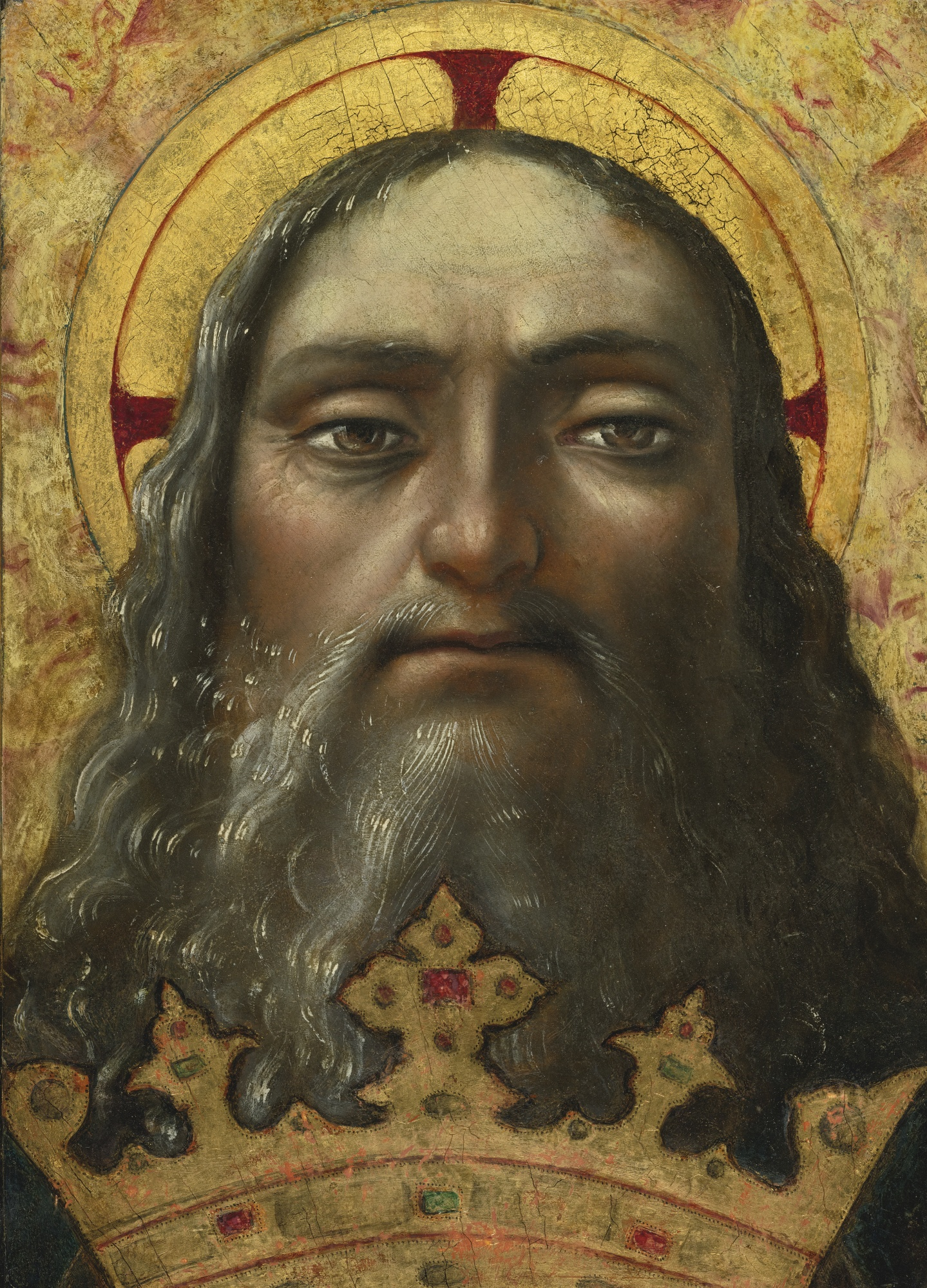
Tranh vẽ Đức Chúa Cha ở trường phái Ý thế kỷ 16

Trong nhiều tôn giáo đa thần, một hoặc vài thần linh được cho là có vị trí lãnh đạo và là cha của các thần linh khác, hoặc của con người. So sánh với các tôn giáo độc thần, Chúa Cha của đa thần giáo thường được cho là có tính chất vừa lành vừa dữ. Trong tôn giáo Hi Lạp cổ đại, thần Zeus là Chúa Cha tối thượng, vừa có các phẩm chất của một người cha, vừa dính líu vào nhiều mối quan hệ ngoài hôn nhân và thường có tính khí thất thường.

## Tôn giáo độc thần

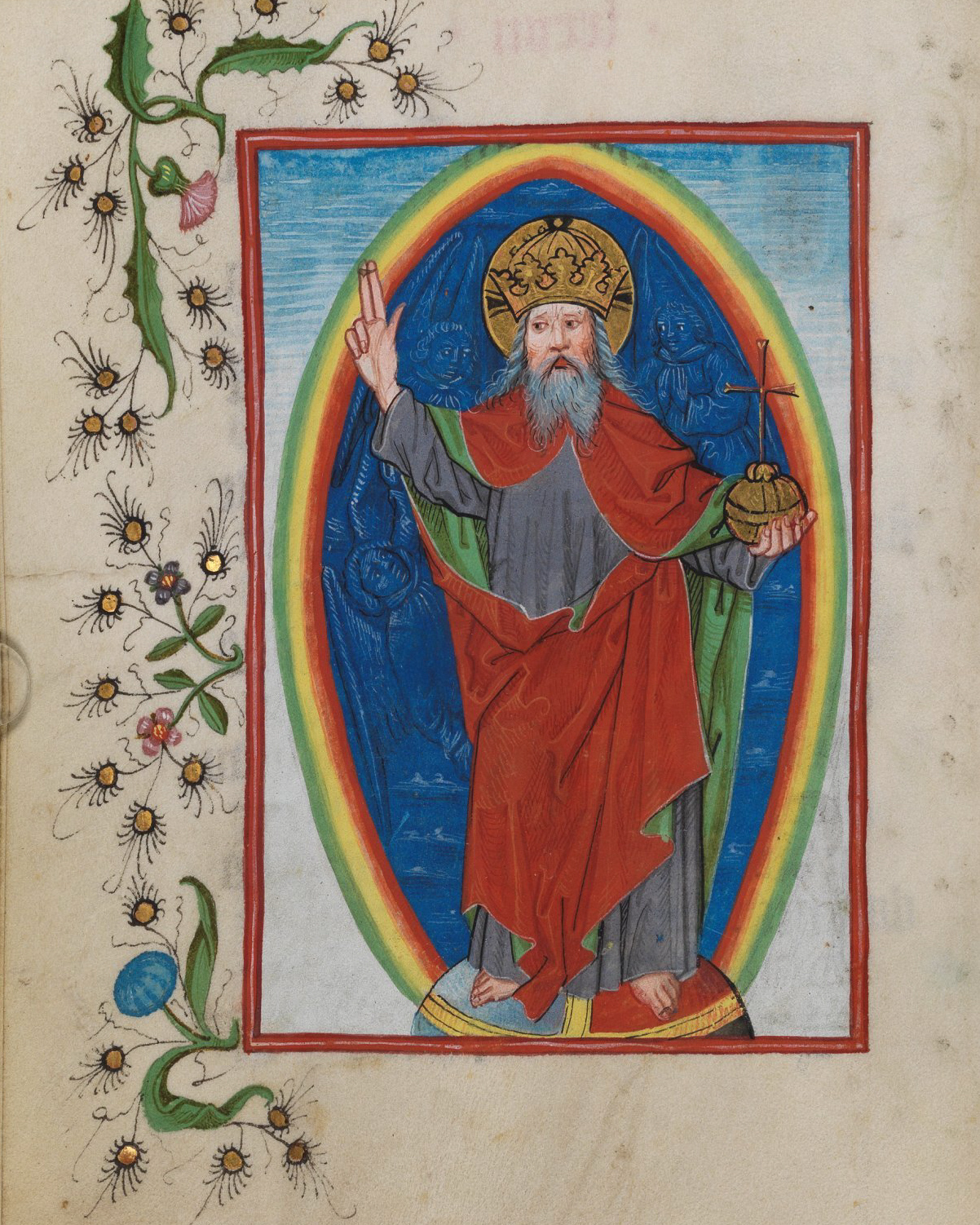
Hình vẽ Chúa Cha, trong sách cầu nguyện cổ của Đức (Waldburg-Gebetbuch), khoảng năm 1486

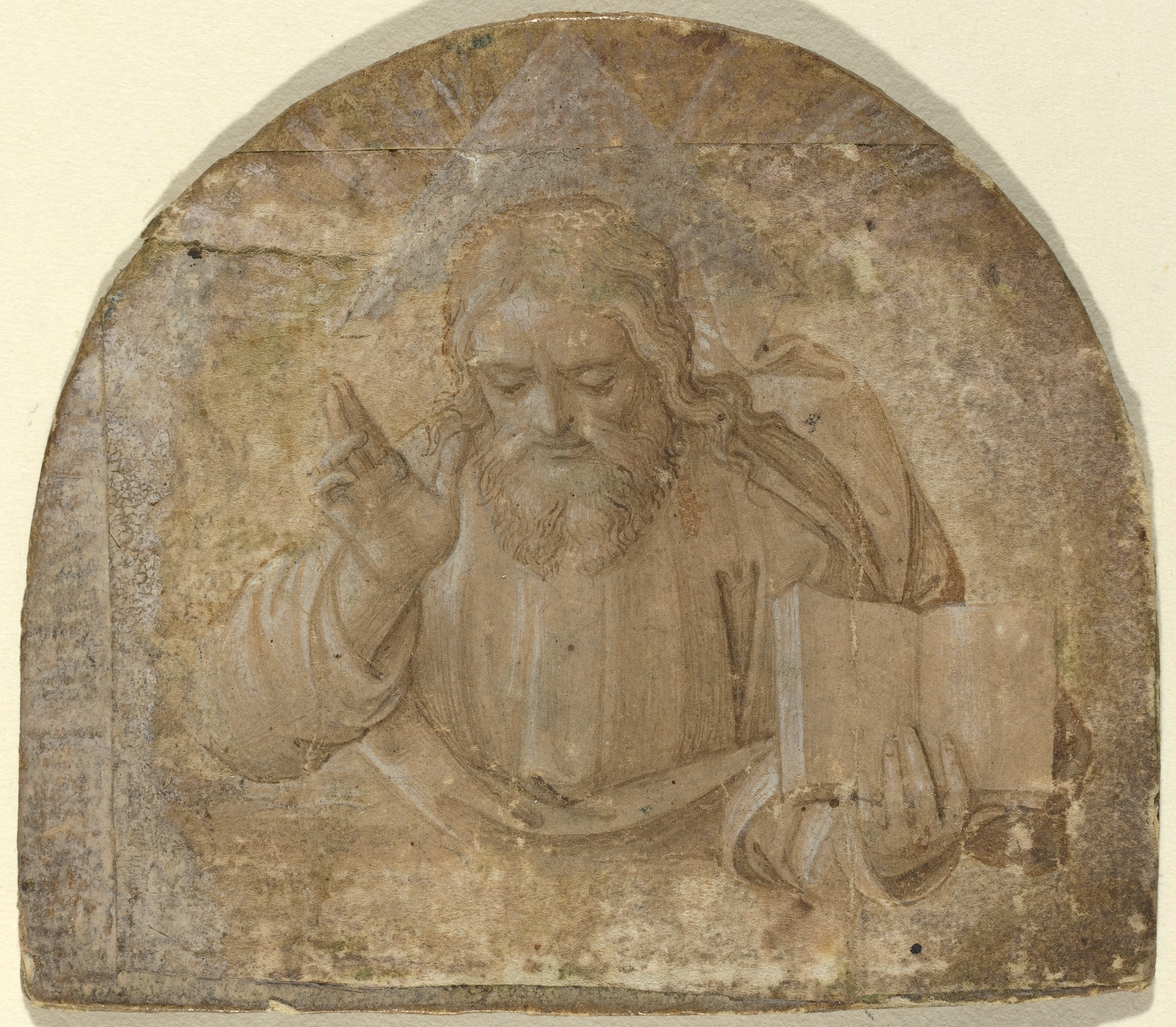
Tượng Chúa Cha, thực hiện bởi nhà điêu khắc Girolamo dai Libri, khoảng năm 1555.

Trong Do Thái giáo và Cơ Đốc giáo (hai trong ba tôn giáo chính thuộc độc thần giáo), Thiên Chúa được gọi là Cha, một phần vì các tôn giáo này tin rằng Chúa tích cực quan tâm đến con người theo cách người cha chăm sóc con mình. Như vậy, nhiều tín hữu độc thần giáo tin rằng họ có thể tương giao với Chúa qua sự cầu nguyện, để tôn vinh Chúa hay cầu xin Chúa. Họ trông đợi, như một người cha, Chúa thiết lập mối tương giao với nhân loại, với con cái Chúa, ngay cả sửa phạt những người hư hỏng theo cách người cha sửa dạy con mình, nhằm đem họ trở về mối tương giao tốt đẹp với Chúa:
"Anh em hãy kiên trì để cho Thiên Chúa sửa dạy, Người đối xử với anh em như với những người con. Thật vậy, có đứa con nào mà người cha không sửa dạy ? Nếu anh em không được sửa dạy như tất cả mọi người, thì khi đó anh em là con ngoại hôn, chứ không phải là con chính thức." (Hebrew 12. 7,8).
Hồi giáo viết về Thượng đế: 
Hãy nói: Ngài là Thượng đế, là một và duy nhất, là Thượng đế (Allah), vĩnh cửu, tuyệt đối. Ngài không sinh ra ai và cũng không ai sinh ra ngài. Và không một ai giống ngài.(Sura Qur'an 112:1-4 , Yusuf Ali)
Tuy nhiên, Hồi giáo không nhìn xem Thiên Chúa (Allah) trong cương vị của người cha, theo kinh Quran:
"Người Do Thái và người Cơ Đốc nói rằng ‘Chúng ta là con cái của Allah và là người ngài yêu’. Nhưng hãy nói rằng: thế thì tại sao ngài trừng phạt chúng ta vì cớ tội lỗi chúng ta? Không, chúng ta chỉ là con người sinh ra từ con người mà Ngài đã tạo dựng. Ngài tha thứ người nào ngài muốn, và trừng phạt người nào mà ngài muốn. Allah là người thống trị các tầng trời và mặt đất, và tất cả những gì ở giữa, và đến với ngài là mục đích cao nhất" (Surah 5. 18 Lưu trữ ngày 9 tháng 5 năm 2015 tại Wayback Machine).

### Do Thái giáo
Trong tôn giáo của người Do Thái, Thiên Chúa được gọi là "Cha" với tình cảm đặc thù của mối tương giao mật thiết. Thiên Chúa được xem là Cha bởi vì Chúa tạo dựng thế giới. Chúa cũng là đấng ban hành luật đạo đức với tư cách là một người cha, cũng là đấng qua giao ước duy trì mối quan hệ cha con với dân Chúa, gọi Israel là "con đầu lòng". Thiên Chúa của người Do Thái cũng là đấng che chở: Chúa được gọi là Cha của người nghèo, người mồ côi, kẻ góa bụa. Chúa là đấng bảo vệ công lý. Chúa cũng được gọi là Cha của vua chúa, đấng dạy dỗ và đấng giúp đỡ các quan trưởng của dân Do thái.

### Kitô giáo

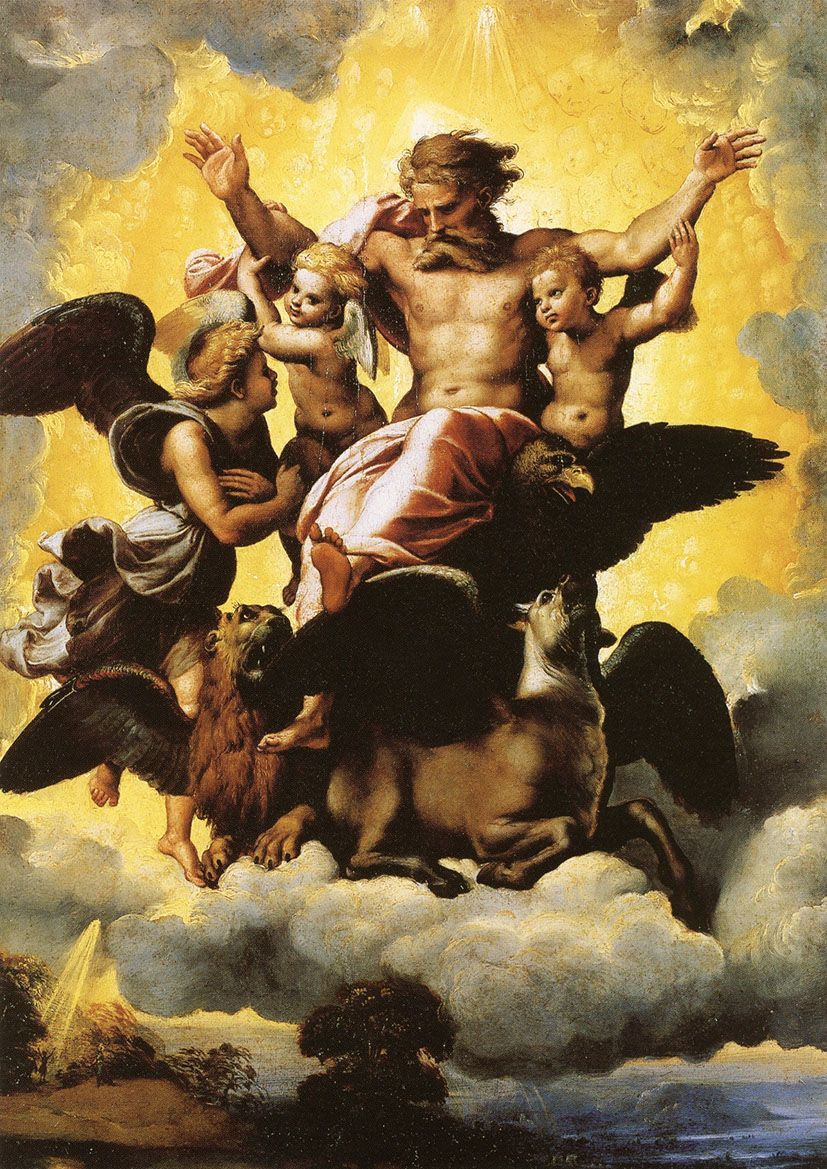
Tranh vẽ nổi tiếng năm 1518 của Raphael về khải tượng của Tiên tri Ezekiel (Ê-xê-chi-ên) về Chúa Cha trong vinh quang

Vì Kitô giáo xem mình là sự tiếp nối và hoàn chỉnh của Do Thái giáo, nên các khái niệm về Chúa Cha của người Do Thái được chấp nhận rộng rãi trong cộng đồng Cơ Đốc giáo. Thêm vào đó, tín hữu Cơ Đốc, nhìn xem Chúa Cha trong nội dung của giáo lý Ba Ngôi, cùng với Chúa Con và Chúa Thánh Thần là Thiên Chúa Ba Ngôi (God the Trinity).
Trong Cơ Đốc giáo, Thiên Chúa được gọi là "Cha" trong ý nghĩa Chúa là đấng tạo hoá, đấng duy trì công cuộc sáng tạo và là đấng cung cấp mọi sự cần dùng cho con cái của Chúa, cho dân Chúa. Theo đức tin Kitô giáo, Chúa Cha có mối quan hệ vĩnh cửu với Con Một Thiên Chúa, Chúa Giê-su; thể hiện mối tương giao duy nhất và thân tình của bản thể Ba Ngôi:
"Không ai biết rõ người Con, trừ Chúa Cha; cũng như không ai biết rõ Chúa Cha, trừ người Con và kẻ mà người Con muốn mạc khải cho ." (Matthew 11. 27).
Đối với tín hữu Cơ đốc, mối quan hệ giữa Chúa Cha đối với nhân loại là tình cha con. Như vậy, toàn thể nhân loại, theo nghĩa rộng, được gọi là con cái của Thiên Chúa. Theo quan điểm Cơ đốc, Thiên Chúa là đấng tạo hoá và loài người là tạo vật được Chúa dựng nên, trong ý nghĩa đó, Chúa là cha của mọi người. Tân Ước liên kết mối quan hệ này với hình ảnh của một gia đình mà Thiên Chúa là Cha:
"Chúa Cha, là nguồn gốc mọi gia tộc trên trời dưới đất." (Ephesian 3. 15).
Tuy nhiên, còn có một ý nghĩa sâu nhiệm hơn về mối quan hệ giữa Thiên Chúa và con người. Tín hữu Cơ Đốc tin rằng, qua Chúa Giê-su, họ được dự phần vào mối tương giao vĩnh cửu giữa Cha và Con. Tín hữu Cơ Đốc cũng tự nhận mình là con được thừa nhận:
"Khi thời gian tới hồi viên mãn, Thiên Chúa đã sai con mình tới, sinh làm con một người đàn bà, và sống dưới Lề Luật, để cứu chuộc những ai sống dưới Lề luật, hầu chúng ta nhận được ơn làm nghĩa tử. Để chứng thực anh em là con cái, Thiên Chúa đã sai Thần Khí của Con mình đến ngự vào lòng anh em mà kêu lên: 'Abba, Cha ơi !' Vậy anh em không còn phải là nô lệ nữa, nhưng là con, mà là con cũng là người thừa kế, nhờ Thiên Chúa." (Galatians 4. 4 –7)
Thật ra, Danh Thánh của Chúa Cha là Gia-vê hay Giê-hô-va trong Kinh Thánh Cựu Ước không được nhắc đến vì nhiều nguyên do. Thường thì người ta tôn sùng và nhắc đến Chúa Giê-su nhiều hơn. Kinh Thánh Tân Ước nói: "Lạy Cha chúng con, Đấng ngự trên trời; Chúng con nguyện Danh Cha cả sáng". (Matthew 6: 9). Chính Chúa Giê-su muốn truyền bá Danh Cha Ngài.